# Мурад V
Мурад V (осман. مراد خامس, тур. Beşinci Murat; 21 вересня 1840, Константинополь, Османська імперія — 29 серпня 1904, Константинополь, Османська імперія) — 33-й султан Османської імперії, який керував з 30 травня по 31 серпня 1876.

## Життєпис
Принц Мурад був сином султана Абдул-Меджида I і прийшов до влади 30 травня 1876 після того, як його дядько Абдул-Азіз був зміщений з трону. На чолі змови стояли великий візир Мехмед Рушді, військовий міністр Хусейн Авні та міністр без портфеля Мідхат-паша. Мурад був відомий лагідністю характеру, симпатіями до європейської просвіти та схильністю до реформ та виявляв поетичний та музичний талант; змовники, особливо Мідхат-паша, розраховували на прихід з його сходженням на престол нової ери в Османській імперії. Сам Мурад настільки був чужий планам змовників, що прийняв їх за вбивць та спочатку чинив опір їм, коли вони прийшли за ним, щоб вести до Константинополя та проголосити султаном.
На Мурада V сильно вплинула французька культура. Він не зміг видати конституцію, на яку сподівалися його соратники. Під час його правління імперія скотилася ближче до катастрофічної Російсько-турецькій війні 1877–1878 років.
Несподіване зведення на престол, вбивство скинутого султана Абдул-Азіза і подальше вбивство кількох міністрів, у тому числі Хусейна Авні, яке відбулось у будинку Мідхата-паші родичем Абдул-Азіза, Хасаном, потрясли і без того виснажену різними надмірностями, особливо зловживання спиртними напоями, нервову систему султана, який з першого ж дня правління став виявляти явні ознаки ненормальності. Виписаний з Відня психіатр Лейдерсдорф діагностуав, що хвороба Мурада хоча і не може бути визнана невиліковною, але вимагає тривалого лікування. Цим скористалися Мідхада-паша та деякі інші, незадоволені або не цілком задоволені новим станом речей, і влаштували новий змова. Шейх-уль-іслам видав фетву, якій визнав право скинути схибленого султана.
У вересні 1876 року газета «Московскія Вѣдомості» надрукувала витяг з доповіді особистого лікаря Мурада Каполеоне психіатра професору Лейдерсдорфу: «За моїми спостереженнями, розумовий стан його величності султана значно вражений внаслідок розладу нервової системи. Причина цього розладу повинна бути приписана, по-перше, більш ніж тритижневому ув'язненню, яке султан, будучи ще принцом Мурадом, повинен був перенести у продовження якого він був у постійному страху за своє життя. Переслідуваний цією думкою, він постійно вдавався до засобів заглушити її, і тоді-то, незважаючи на всі переконання лікарів, він піддавався надмірному вживанню спиртних напоїв <… >»
31 серпня 1876, через 93 дні після сходження на престол, Мурада було позбавлено влади, і новим султаном став його брат Абдул-Гамід II. Мураду було відведено палац Чираган на березі Босфору. До поваленого правителя нікого не допускали, так що було не відомо, чи хворий він чи здоровий, живий чи помер. Невідомість давала привід всіляким чуткам, тому ім'я Мурада нерідко звучало серед незадоволених.
Найсильніше заворушення, що мало на меті повторне зведення його на престол, трапилося 20 травня 1878 року, коли заколотникам вдалося проникнути до палацу та звільнити Мурада, який, втім, не виявив ні найменшого бажання йти з ними. Прибулі незабаром війська розсіяли бунтівників.
Помер в ув'язненні 29 серпня 1904 у своєму палаці.